# Вагнер, Роберт (актёр)
Роберт Джон Вагнер (англ.  Robert John Wagner; род. 10 февраля 1930[…], Детройт, Мичиган) — американский актёр и продюсер. Известен своей ролью Номера 2 в трилогии фильмов Остина Пауэрса (1997, 1999, 2002), а также ролями в фильмах «Поцелуй перед смертью», «Розовая пантера», «Харпер», «Ад в поднебесье» и многих других.

## Биография
Роберт Вагнер родился в Детройте, Мичиган. Его отец занимал пост руководителя металлургического завода. В возрасте семи лет вместе со своей семьей он переехал в Лос-Анджелес, Калифорния. Именно там юный Роберт решил стать актёром и начал развиваться в том направлении.
Роберт прославился в 1952 году, снявшись в двухминутном эпизоде в фильме «С песней в моём сердце», после которого он получал от поклонниц по пять тысяч писем в неделю. Благодаря этой небольшой роли на него обратило внимание руководство компании «20th Century Fox», с которым был заключен выгодный контракт.
В 1957 году он женился на Натали Вуд. Натали к тому времени была уже звездой Голливуда. Звёздный брак оказался недолговечным: через четыре года Натали и Роберт развелись. Однако в 1972 году Натали вернулась к Роберту, вплоть до своей смерти в 1981 году. В 1991 году Вагнер заключил брак с актрисой Джилл Ст. Джон.